# Линеарни варијабилни диференцијални трансформатор
Линеарни варијабилни диференцијални трансформатор или ЛВДТ је електромагнетски претварач који се користи за мјерење линеарне позиције.
Састоји се од примарног намотаја који се налази између 2 секундарна намотаја на шупљем цилиндру. Магнетско језгро које се помјера унутар цилиндра обезбјеђује промјењиву магнетску везу између намотаја, што се моше превести у мјерење позиције.
Осовина повезана са уређајем чија позиција се мјери је причвршћена на помично магнетско језгро. Измјенични напон је прикључен на примарни намотај, и преко магнетског језгра, напон се индуцира у секундарним намотајима.
Кад је језгро у средини, индуцирани секундарни напони се поништавају, при погодној вези намотаја секундара. При помаку на једну страну, индуцирани напон у једном намотају је већи а други мањи.
Може се рећи да је амплитуда напона пропорционална износу помјерања од равнотежне тачке.